# Dahlgrenius multisphacellatus
Dahlgrenius multisphacellatus är en skalbaggsart som först beskrevs av Vienna 1993.  Dahlgrenius multisphacellatus ingår i släktet Dahlgrenius och familjen stumpbaggar. Inga underarter finns listade i Catalogue of Life.